# Alessandro Caprara
Alessandro Caprara (Bolonha, 27 de setembro de 1626 – Roma 9 de junho de 1711) foi um cardeal católico romano.

## Biografia
Nasceu em Bolonha em 27 de setembro de 1626. De família patrícia dos condes de Caprara. Ele era o mais velho dos sete filhos de Massimo degl'Anziani e Caterina Bentivoglio. Parente do Cardeal Urbano Sacchetti (1681).
Obteve doutorado em filosofia e teologia em 1647; mais tarde, estudou na Universidade de Bolonha, Bolonha (doutorado em utroque iure , tanto em direito canônico quanto em direito civil).
Depois de terminar os estudos, foi para Roma e tornou-se auditor do Cardeal Giulio Sacchetti, prefeito do Tribunal da Assinatura Apostólica. Advogado consistorial em 1662. Referendário do Tribunal da Assinatura Apostólica desde 1675. Tenente do auditor da Câmara Apostólica. Auditor da Sagrada Rota Romana. Datário da Sagrada Rota Romana. Nomeado regente da Penitenciária Apostólica em 6 de setembro de 1696, pelo Cardeal Leandro Colloredo, Orat., grande penitenciária; confirmado pelo breve apostólico de 17 de setembro de 1696.
Criado cardeal sacerdote no consistório de 17 de maio de 1706; recebeu o chapéu vermelho e o título de Ss. Nereo ed Achilleo, 25 de junho de 1706. Em 2 de setembro de 1706, foi nomeado protetor do reino inglês.
Morreu em Roma em 9 de junho de 1711, às 4h30, em seu palácio no Foro Agonale , Roma. Exposto na igreja de S. Maria in Vallicella, Roma, onde ocorreu o funeral, e sepultado na igreja de S. Maria del Suffragio